# Central Baddibu

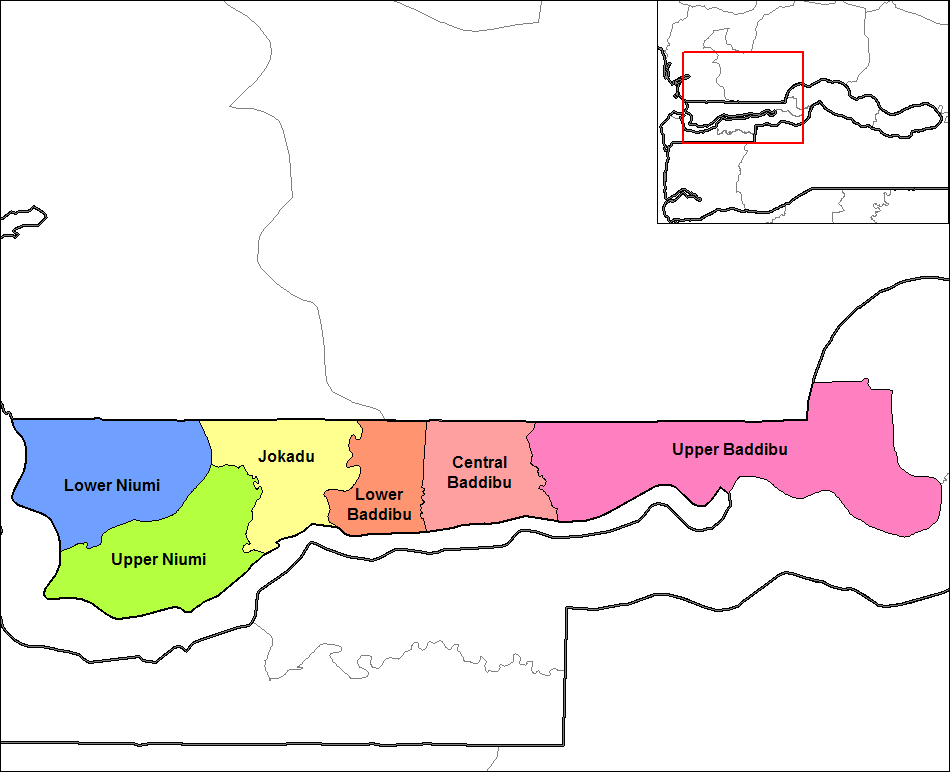
Mapa onde se encontra o distrito gambiano de Central Baddibu.

Central Baddibu é um distrito da Gâmbia.